# Javier Muñoz Jiménez
Javier Muñoz Jiménez (Parla, 28 februari 1995) is een Spaans voetballer die doorgaans als offensieve middenvelder speelt. Hij verruilde Real Madrid in juli 2018 transfervrij voor Deportivo Alavés.

## Clubcarrière

### Jeugd
Muñoz werd geboren in de Madrileense voorstad Parla. Hij sloot zich in 2001 aan bij het plaatselijke Parla Escuela. Na vijf seizoenen maakte de offensief ingestelde middenvelder de overgang naar Real Madrid, waar hij zich aansloot bij de Alevín A. In 2014 maakte Muñoz de overstap naar het C-elftal. Op 27 september 2014 maakte hij zijn opwachting voor Real Madrid Castilla in de competitiewedstrijd tegen het Baskische SD Amorebieta.

### Eerste elftal
Zijn officiële debuut voor Real Madrid volgde op 2 december 2014 in het bekerduel tegen UE Cornellà. Real Madrid won de wedstrijd in het eigen Estadio Santiago Bernabéu met 5–0 na doelpunten van James Rodríguez (tweemaal), Isco, Jesé Rodríguez en een eigen doelpunt. Muñoz mocht na 63 minuten invallen voor doelpuntenmaker James Rodríguez.
1 Sivera ·
2 Gorosabel ·
3 Duarte ·
4 Sedlar ·
5 Abqar ·
6 Guevara ·
7 Sola ·
8 Blanco ·
10 Hagi ·
11 Rioja  ·
14 Tenaglia ·
15 García ·
16 Marín ·
17 Alkain ·
18 Guridi ·
20 Simeone ·
21 Rebbach ·
22 Vicente ·
23 Benavídez ·
26 Álvarez ·
26 López ·
29 Panichelli ·
31 Owono ·
32 Omorodion ·
33 Rodríguez ·
Coach: García